# Referendo institucional italiano de 1946
O referendo italiano de 1946 ocorreu em 2 de junho e foi decidido com uma maioria de 54,27% do fim da monarquia e o estabelecimento de uma república, sendo um evento chave da história contemporânea italiana.
Até 1946, a Itália foi um reino governado pela Casa de Saboia, que reinava desde a unificação da Itália em 1861 e, anteriormente, governava o Reino da Sardenha. Em 1922, a ascensão de Benito Mussolini e a criação do regime fascista na Itália, que eventualmente resultou no envolvimento do país na Segunda Guerra Mundial ao lado da Alemanha Nazista, enfraqueceram consideravelmente o papel da casa real.
Após a Guerra Civil Italiana e a Libertação da Itália das tropas do Eixo em 1945, foi realizado em 1946 um referendo popular para decidir a forma de governo do país, resultando na escolha pela república em vez da monarquia. No mesmo dia, ocorreram também as eleições para a Assembleia Constituinte. Algumas regiões sob ocupação aliada, como a província de Zara e o território de Bolzano, não participaram da votação. O resultado, anunciado pela Suprema Corte de Cassação em 10 de junho, deu vitória à república com mais de doze milhões de votos, contra cerca de dez milhões favoráveis à monarquia. O rei Umberto II deixou voluntariamente a Itália rumo a Portugal em 13 de junho, antes mesmo da decisão final sobre recursos apresentados pelos monarquistas, que foram rejeitados em 18 de junho. Com a entrada em vigor da nova Constituição em 1 de janeiro de 1948, Enrico De Nicola assumiu como o primeiro presidente da República Italiana, marcando o retorno de um governo republicano unificado na península desde a queda da República Romana.

## Resultado
| República ou Monarquia |                    |            |        |
| Escolha                | Escolha            | Votos      | %      |
|                        | República          | 12 718 641 | 54,27% |
|                        | Monarquia          | 10 718 502 | 45,73% |
| Total de eleitores     | Total de eleitores | 23 437 143 | 100%   |